# Risi Pouri-Lane
Risaleaana (Risi) Pouri-Lane (Auburn, 28 mei 2000) is een Nieuw-Zeelands rugbyspeler. Pouri-Lane werd geboren in Australië.

## Carrière
Pouri-Lane won met de ploeg van Nieuw-Zeeland tijdens de Olympische Zomerspelen van Tokio de olympische gouden medaille.
Pouri-Lane won tijdens de Olympische Jeugdzomerspelen 2018 de gouden medaille met de Nieuw-Zeelandse ploeg.

## Erelijst

### Rugby Seven
- Olympische Zomerspelen:  2021